# セメラ
セメラ（アムハラ語: ሰመራ、Semera）もしくはサメラ（Samera）は、エチオピア・アファール州の州都。